# 湘州
湘州，中國西晉至南朝陳時的州，為东晋南朝时的重镇，東晉至南朝宋時屢廢屢置。早期幅员广袤，包括今天湖南省大部與湖北省小部，東晉末辖境南擴，南朝梁時南部分置衡、桂等州。

## 沿革

### 晉朝
西晉永嘉元年（307年），分荊州六郡（長沙國、衡陽郡、湘東郡、邵陵郡、零陵郡、建昌郡）與江州桂陽郡合七郡置湘州，治長沙國臨湘縣（今湖南省長沙市）。辖境相当今湖南省湘、资两水流域和湖北省陆水流域。
東晉咸和三年（328年），湘州七郡併入荊州。義熙八年（412年），分荊州長沙、衡陽、桂陽、零陵、營陽、湘東、邵陵、始興、臨賀、始安十郡復置湘州。湘州增辖今广西壮族自治区东北部湘江上游、漓江和贺江流域以及广东省北部北江流域大部。義熙十二年（416年），湘州十郡併入荊州。

### 南朝
南朝宋永初三年（422年），分荊州十郡復置湘州。元嘉八年（431年），湘州併入荊州。元嘉十六年（439年），分荊州十郡復置湘州，分長沙郡置巴陵郡。元嘉二十九年（452年），湘州十一郡併入荊州。元嘉三十年（453年），分荊州十一郡復置湘州。孝建元年（454年），割巴陵郡（陆水流域）屬郢州。大明元年（457年），廣州宋建郡併入湘州臨賀郡。泰始中，改始安郡為始建郡。泰始六年（470年），改臨賀郡為臨慶郡，分始興郡置宋安郡。泰豫元年（472年），併宋安郡入始興郡，改始興郡為廣興郡。至此，湘州仍領十郡。
南朝齊初，恢復始安、臨賀、始興三郡之名。後改營陽郡為永陽郡。
南朝梁時，析置岳陽郡、藥山郡、樂梁郡。天監六年（507年），割臨賀、始興、桂陽三郡屬衡州（治今廣東省英德市西北），大同六年（540年），割始安郡屬桂州（治今广西壮族自治区桂林市）。後割岳陽、藥山二郡屬羅州，永陽郡屬營州。承聖二年（553年），永陽郡還屬湘州。至此，湘州領七郡：長沙郡、衡陽郡、湘東郡、邵陵郡、零陵郡、永陽郡、樂梁郡。梁末，王琳據湘州等地擁立永嘉王蕭莊為帝。天啟元年（558年），長沙郡陷於後梁。
南朝陳天嘉元年（560年），佔領湘州（長沙郡除外）。天嘉二年（561年），佔領長沙郡。後析置綏越郡；廢羅州，岳陽郡還屬湘州。至陳末，湘州領九郡：長沙郡、衡陽郡、湘東郡、邵陵郡、零陵郡、永陽郡、岳陽郡、樂梁郡、綏越郡。
隋朝開皇九年（589年）滅陳後廢除湘州及其領郡，湘州故地分屬五州：潭州（故長沙、衡陽、邵陵三郡）、衡州（故湘東郡）、永州（故零陵、永陽二郡）、巴州（故岳陽郡）、桂州（故樂梁、綏越二郡）。

## 長官
晉朝湘州刺史（307年－329年）
- 温畿（307年－309年）
- 苟眺（一作「荀眺」，307年－311年）[4][5]
- 胡毋輔之（320年）[6]
- 甘卓（312年－320年）
- 司馬承（320年－322年）
- 陶侃（322年）[7]
- 劉顗（322年－325年）
- 杨羡（322年－323年）
- 王舒（325年）[8]
- 卞敦（326年－329年）[9]

劉宋湘州刺史（422年－431年）
- 張邵（422年－428年）[10]
- 蕭摹之（428年－431年）
- 江夷（未就任，431年）
- 阮萬齡（431年）[11]

劉宋湘州刺史（439年－479年）
- 劉濬（439年）
- 劉駿（439年－440年）[11]
- 劉鑠（不之鎮，440年－445年）[12]
- 王僧朗（445年－449年）
- 劉朗（449年－452年）[11]
- 劉恢（453年）
- 劉義宣（453年－454年）
- 劉義綦（454年－455年）
- 劉遵考（455年）
- 顧覬之（455年－457年）
- 劉休祐（457年－460年）
- 劉休仁（460年－464年）
- 劉伯禽（464年－465年）[13]
- 劉子元（465年－466年）[14]
- 劉子仁（466年）
- 顧覬之（466年－467年）
- 劉韞（467年－468年）
- 劉休若（行，468年－469年）
- 劉休若（469年）
- 劉景素（469年－471年）
- 王僧虔（471年－474年）[15]
- 王蘊（474年－477年）[16]
- 劉翽（未就任，477年）
- 呂安國（477年－479年）[17]

南齊湘州刺史（479年－502年）
- 呂安國（479年）
- 蕭嶷（479年－480年）[18]
- 王僧虔（480年－482年）[19]
- 王奐（482年－484年）
- 呂安國（484年－486年）
- 柳世隆（486年－488年）
- 蕭子懋（488年－490年）
- 陈显达（490年－492年）
- 蕭銳（492年－494年）[20][21]
- 蕭寶晊（494年－500年）[22]
- 蕭寶覽（500年－501年）[23]
- 楊公則（501年－502年）[24]

南梁湘州刺史（502年－560年）
- 楊公則（502年－504年）
- 夏侯詳（504年－507年）
- 柳惔（507年）[25]
- 柳忱（507年－509年）[26]
- 昌義之（509年－510年）[27]
- 王珍國（510年－513年）[28]
- 昌義之（516年）[27]
- 蕭淵業（516年－520年）[25][29][30]
- 蕭象（520年－522年）[29]
- 蕭機（522年－528年）[31]
- 元願達（528年－530年）[32]
- 蕭會理（533年－？）[33]
- 蕭恭[31]
- 張纘（543年－548年）[34]
- 蕭綸（未就任，548年）
- 蕭譽（548年－550年）[30]
- 蕭方矩（550年－551年）
- 蕭恪（551年－552年）
- 王琳（552年）
- 蕭方略（552年）
- 蕭循（552年－555年）[35][36]
- 王琳（554年－560年）[37]

陳朝湘州牧（560年）
- 陳昌（未就任，560年）

陳朝湘州刺史（560年－589年）
- 孫瑒（560年）[38]
- 侯瑱（560年－561年）[39]
- 徐度（561年－563年）
- 華皎（563年－567年）[40]
- 吳明徹（567年－572年）[41]
- 陳叔陵（572年－577年）
- 陳叔卿（577年－584年）[42]
- 陳伯恭（未就任，582年）
- 陳叔文（584年－587年）
- 陳叔慎（587年－589年）[43]
- 施文慶（未就任，588年－589年）[44]

隋朝湘州刺史（589年）
- 薛冑（589年）[43]